# Televisión Española
Televisión Española (TVE) – hiszpańska telewizja publiczna, nadająca od 1956.

## Historia
Wchodzi w skład grupy RTVE, której zadaniem jest przygotowanie programu radiowego i telewizyjnego na terenie Hiszpanii. TVE finansowana jest z wpływów z dotacji publicznych. Od 1 stycznia 2010 roku nie nadaje reklam.
TVE rozpoczęła nadawanie 28 października 1956. Drugi kanał telewizji publicznej został uruchomiony 10 lat później – 15 listopada 1966. Kanały te znane są jako La 1 i La 2. Do lat 80. były to jedyne stacje telewizyjne w Hiszpanii. Po otwarciu stacji prywatnych oba kanały publiczne straciły dużą część widowni, co wynika po części z dużych wpływów rządzących polityków na obie stacje. Najpopularniejszym programem był blok programowy TPH Club emitowany w latach 1999–2003.

## Kanały
| Logo | Kanał i opis |
| ---- | --- |
|      | La 1 (dawniej TVE1, Primera Cadena, La Primera): kanał o charakterze ogólnym, nadający głównie wiadomości, programy informacyjne, filmy dokumentalne, magazyny, seriale telewizyjne, filmy (zwłaszcza filmy hiszpańskie i amerykańskie) oraz niektóre zawody sportowe. Był to pierwszy kanał telewizyjny w Hiszpanii, a obecnie jest trzecim pod względem oglądalności kanałem w kraju. |
|      | La 2 (dawniej TVE2, Segunda Cadena): nadaje głównie programy kulturalne, północnoamerykańskie seriale telewizyjne, filmy dokumentalne, filmy hiszpańskie i europejskie, wiadomości, debaty i musicale. Oferuje inne wybory programowe niż jego siostrzany kanał La 1. |
|      | 24h: całodobowy kanał informacyjny utworzony w 1997 roku. Nadaje relacje informacyjne, debaty, analizy, wywiady, a także wiadomości. Był to pierwszy 24-godzinny kanał informacyjny w Hiszpanii. |
|      | Clan: kanał dla dzieci, ale nadaje również w godzinach wieczornych programy skierowane do nastolatków i powtarza treści z innych kanałów we wczesnych godzinach porannych. |
|      | Teledeporte: transmituje zawody sportowe, które nie mogą być transmitowane w La 1 i La 2 z powodu niewystarczającego zainteresowania publiczności. |
|      | TVE Internacional: międzynarodowy kanał telewizyjny. Został utworzony w 1989 roku i nadaje treści TVE na całym świecie. |
|      | Star HD: Międzynarodowy kanał telewizyjny o tematyce rozrywkowej, nadawany drogą satelitarną do Ameryki Łacińskiej i Europy. Uruchomiony w 2016 roku. |
| Logo | Kanał i opis |
|      | Canal AluCine: Oparty na programie AluCine nadawanym przez stację La 1 , jego program obejmował filmy i seriale grozy, science fiction i fantasy. Kanał został zamknięty we wrześniu 2000 roku z powodu niskiej oglądalności. |
|      | Cine Paraíso: Kanał ten, którego program opierał się na filmach klasycznych, filmach familijnych i serialach historycznych, zniknął w 2000 roku, podobnie jak Canal Alucine. |
|      | Canal Toros: kanał tematyczny poświęcony walkom byków, stworzony dla platformy Vía Digital . Chociaż nigdy nie powstał jako kanał niezależny, produkował i reklamował transmisje walk byków dla kanału premium Gran Vía . Zaprzestał istnienia w 2002 roku. |
|      | Canal Nostalgia: Jego program opierał się na archiwach TVE, nawiązując do starych programów i seriali wyprodukowanych przez stację, a także innych wydarzeń informacyjnych, sportowych i muzycznych, takich jak OTI i Konkurs Piosenki Eurowizji . Zniknięcie kanału z platform telewizji płatnej ogłoszono w połowie 2005 roku, choć oficjalnie kontynuował on produkcję treści do momentu zastąpienia go przez TVE 50 Años . |
|      | TVE 50 Años: W listopadzie 2005 roku, dzień po oficjalnym zniknięciu Canal Nostalgia , uruchomiono kanał naziemnej telewizji cyfrowej TVE 50 Años . Różnił się on od Nostalgii skróconym programem nadawczym, ponieważ dzielił ramówkę z kanałem dla dzieci Clan , a jego tematyka opierała się na dniach tygodnia. Kanał zniknął 1 stycznia 2007 roku |
|      | Docu : kanał o charakterze kulturalnym, który narodził się jako Grandes Documentales Hispavisión w październiku 1994 roku i którego główną treścią był gatunek dokumentalny. Zniknął w 2009 roku, ustępując miejsca nowemu kanałowi Cultural·es , produkowanemu przez samą stację TVE i Ministerstwo Kultury . |
|      | Clásico : Kanał z muzyką klasyczną, operą, jazzem i zarzuelą, nadawany za pośrednictwem platform kablowych i satelitarnych. Planowano połączyć go z Cultural·es , gdy ten drugi miał być nadawany w naziemnej telewizji cyfrowej (DTT) , ale po anulowaniu uruchomienia tego kanału, fuzja również została anulowana. Kanał był dostępny za pośrednictwem platformy Digital+ i operatorów kablowych do momentu zakończenia nadawania 1 września 2010 roku. |
|      | Cultural·es : kanał tematyczny o tematyce kulturalnej, utworzony w 2009 roku z połączenia Clásico i Docu . Nadawał w telewizji kablowej i satelitarnej, a po wyłączeniu analogowej miał zostać włączony do naziemnej telewizji cyfrowej . Jednak kanał nigdy nie został uruchomiony w telewizji bezpłatnej i ostatecznie w 2010 roku jego programy zostały włączone do oferty programowej La 2. Cultural·es był dostępny za pośrednictwem Canal+ , Movistar TV i innych operatorów kablowych. 1 września 2010 roku zniknął z D+ , a 1 stycznia 2011 roku na stałe zaprzestał produkcji. Obecnie nadaje tylko online. Nie jest nadawany za pośrednictwem satelity ani żadnej innej platformy telewizyjnej, ani nie jest nadawany za pośrednictwem żadnego operatora kablowego. |
|      | TVE HD : poprzednik obecnego TVE UHD , był kanałem wysokiej rozdzielczości TVE. Rozpoczął nadawanie za pośrednictwem satelity w ramach oferty Digital+ w 2008 roku, zbiegając się z Igrzyskami Olimpijskimi , a później dołączył do bezpłatnej cyfrowej telewizji naziemnej . Nadawał seriale, filmy, programy i zawody sportowe w formacie HD, wcześniej nadawane na La 1 , La 2 i Teledeporte (a czasami w simulcast z nimi). Od 2009 roku retransmitował Konkurs Piosenki Eurowizji , a od 2011 roku na żywo. Rozpoczął nadawanie w 1080i, a później przyjął rozdzielczość 720p przy 50 klatkach na sekundę, zgodnie z zaleceniami EBU . Dźwięk był w formacie Dolby Digital Plus . Zaprzestał nadawania 31 grudnia 2013 roku, a został zastąpiony przez La 1 HD           |